# Théâtre de Montbéliard
 (octobre 2013).
Si vous disposez d'ouvrages ou d'articles de référence ou si vous connaissez des sites web de qualité traitant du thème abordé ici, merci de compléter l'article en donnant les références utiles à sa vérifiabilité et en les liant à la section « Notes et références ».
Le théâtre de Montbéliard est un théâtre à l'italienne réalisé par Auguste Goguel, situé à Montbéliard, dans le département français du Doubs. Il est situé à l'arrière du corps de l'hôtel de ville.

## Histoire

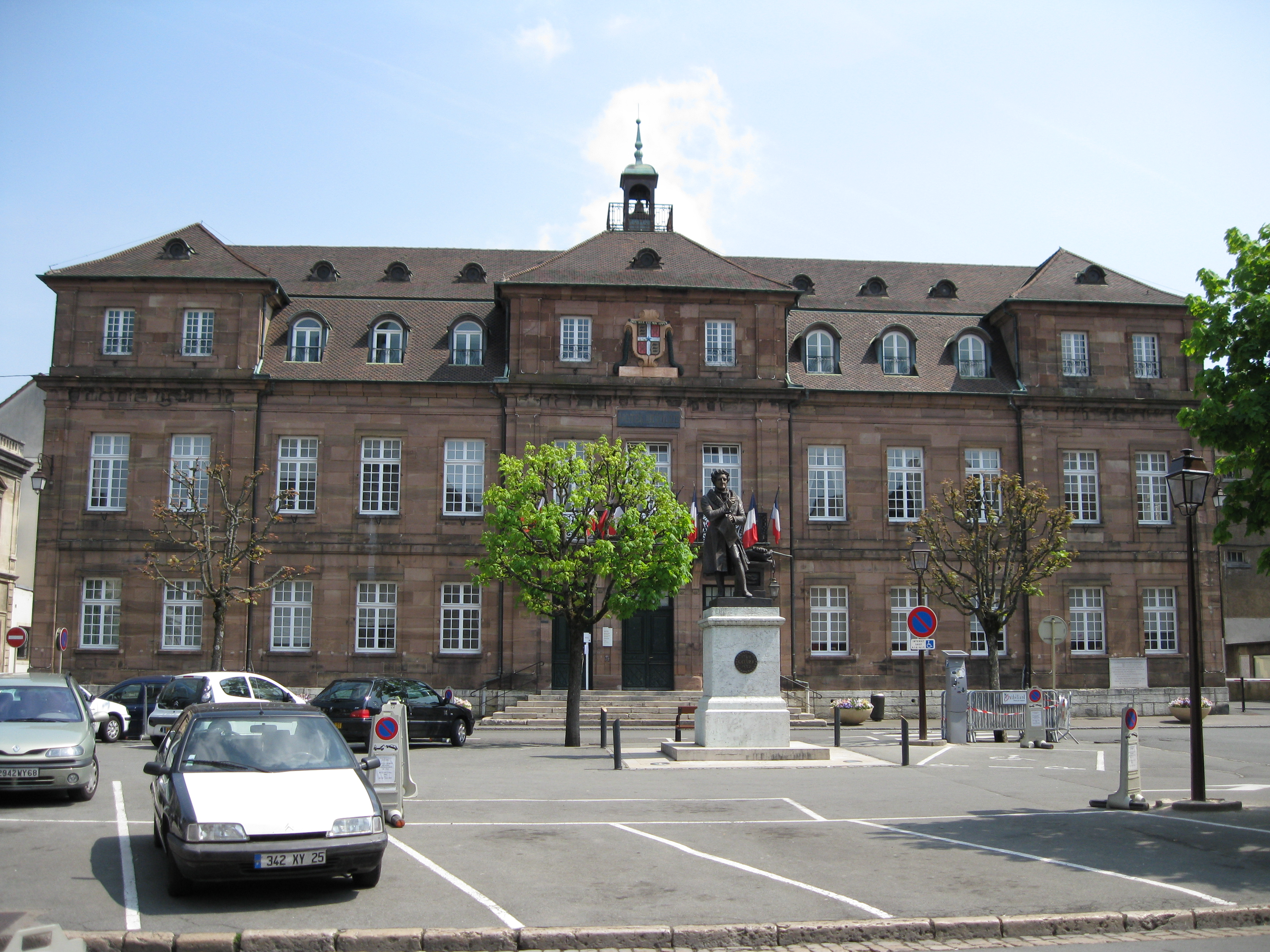
L'hôtel de ville.

### 1793-1853: les prémices
Avant la réunion du comté de Montbéliard à la France en 1793, il n’y avait pas de théâtre dans la ville. Au commencement du XIXe siècle, des représentations théâtrales étaient données par des troupes de comédiens ambulants. À partir de 1821, divers bâtiments furent transformés en salle de spectacle (grande salle du premier étage du bâtiment du château, une des salles du bâtiment des Halles). Un projet de théâtre fut élaboré et devait servir pour les spectacles, les bals, les concerts et les réunions publiques.

### 1853-1858: l’élaboration du projet
Le 19 janvier 1853, le maire, Charles Samuel Sahler, reçoit une donation de Charles Henri Berchem, qui devait être employée à la construction d’une salle de spectacle. Le 25 mai 1853, l'idée est repoussée, car il n'y a pas d'étude de projet. Il s'ensuit une demande à l’architecte de la ville d’établir plans et devis détaillés d’une construction derrière l’Hôtel de Ville.
Le 10 décembre, une souscription publique de 130 souscripteurs de la ville et de la banlieue permet d'ajouter au fonds du projet la somme de 14190 francs à titre de subvention pour la création d’une salle de spectacle, qui selon les donateurs, fait défaut à Montbéliard.
L’architecte municipal Frédéric Morel-Macler précise son projet, complétée par un montbéliardais polytechnicien, Auguste Goguel. Le coût global atteint 55000 francs. Les travaux sont supervisés par Théodore Flamand, architecte à la ville et le théâtre est terminé le 10 novembre 1857. 

### Les débuts du théâtre
La réception définitive de la salle a lieu le 28 avril 1859 et la dépense totale d’élève alors à 57015 francs. Pendant le XXe siècle, le théâtre vit se dérouler différentes manifestations, dont beaucoup relevaient d’associations locales. On peut noter, en novembre 1945, l’exposé du Général de Lattre de Tassigny, détaillant la réalisation de son plan pour la Libération de Montbéliard. Le théâtre est rénové en 1968.

### Le théâtre aujourd'hui
Le théâtre fait l'objet d'une protection au titre des monuments historiques. La salle de spectacle, le vestibule et décor intérieur du théâtre sont inscrits depuis le 27 janvier 1992.
Géré par MA scène nationale, l’une des 70 scènes nationales françaises, le théâtre accueille des spectacles pour tous : grandes formes, insolites, jeunes publics...

## Architecture et décoration

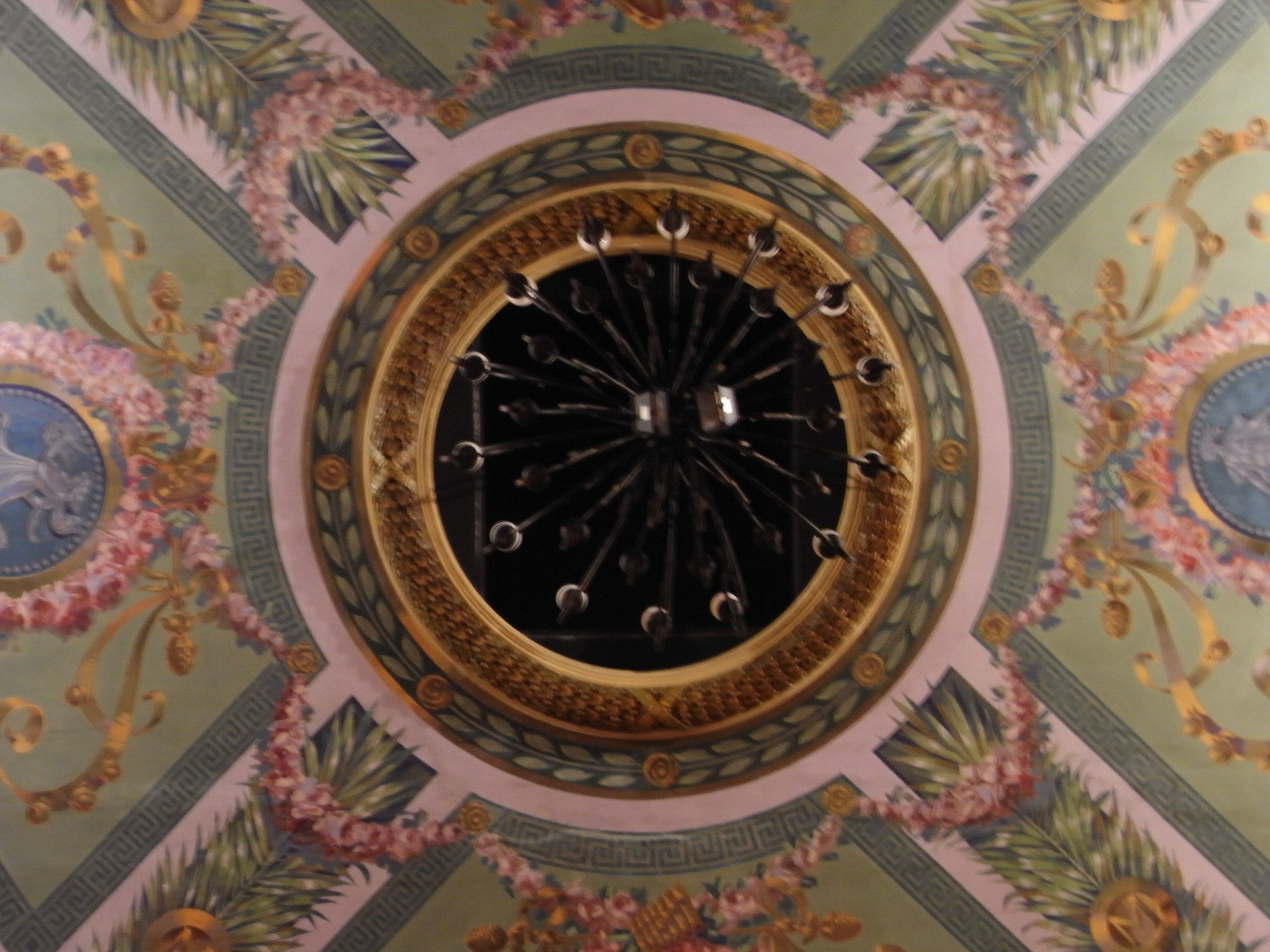
Détail du plafond du théâtre.

Il est composé d’un parterre et de deux balcons et peut accueillir jusqu’à 500 spectateurs. Les peintures décoratives à l'intérieur sont l'œuvre de Charles-Antoine Cambon et de Joseph François Désiré Thierry.